# Вентилен реактивен електродвигател
Вентилен реактивен електродвигател или още SRM е специална безколекторна синхронна машина, която се управлява от широчинно-импулсна модулация. Наименованието вентилен реактивен двигател произлиза от факта, че магнитният поток в дадени участъци на двигателя по време на работа се затваря, докато в същото време другите участъци не са захранени преди достигане на крайното положение на ротора. Това е и основната разлика с безколекторния двигател с постоянни магнити, при който се управлява и полярността на всички намотки едновременно.

## Принцип на работа
Двигателя има явнополюсни медни намотки в статора, също както в нормален постояннотоков двигател са разположени статорните намотки. Роторът няма прикрепени магнити или намотки, което го прави лесен и евтин за производство. Той е твърд с издаващи се стоманени полюси, изработен от мек феромагнитен материал (често ламинирана стомана).Когато захранването е приложено към точно определен чифт статорни намотки на една от фазите, в ротора се създава сила, която се опитва да подравни роторните полюси с най-близкия чифт полюси на статора. За да се поддържа въртенето, електронната система за управление и следене превключва последователно определени намотки на статора с определена продължителност без да променя поляритета.
Двигателя се управлява от постояннотокови преобразуватели. Най-често използвания преобразувател е асиметричния преобразувател. Скоростта на въртене се управлява от дължината на импулсите от ШИМ модулацията, подавани на всяка фаза. Използват се референтни сигнали за управление и обратна връзка с PLC контролер. Този тип електродвигатели са трудни за управление. Резките промени във въртящия момент и стартът при голямо натоварване генерират вибрации и шум, а индуктивността се променя при всяко затваряне на чифта полюси.